# Hibana futilis
Hibana futilis là một loài nhện trong họ Anyphaenidae.
Loài này thuộc chi Hibana. Hibana futilis được Richard C. Banks miêu tả năm 1898.